# USS Spark (1813)
Pour les autres navires du même nom, voir USS Spark.
L'USS Spark est un brick de l'United States Navy en service de 1814 à 1826.
Acheté pour participer à la guerre de 1812, il n'est toutefois pas prêt à temps mais prendra part à la guerre de Tripoli en Méditerranée.
Il participe par la suite à des missions dans les Caraïbes avant d'être vendu en 1826.

## Construction et achat
Il est construit en 1813 à Sag Harbor (New York) et acheté par l'US Navy à Baltimore en 1814. Initialement prévu pour participer à la guerre de 1812, il n'est toutefois pas prêt à prendre la mer dans les temps.

## Guerres barbaresques
Sous le commandement du lieutenant Thomas Gamble, le Spark quitte New York le 20 mai 1815 et fait route pour la mer Méditerranée afin de rejoindre l'escadre commandée par le commodore Stephen Decatur.
Le brick atteint Gibraltar le 15 juin. Deux jours plus tard, il assiste, à proximité de Cape de Gatt, la capture du navire amiral algérien Mashuda. Le 19 du même mois, il participe, avec les Epervier, Torch et Spitfire, à la bataille du cap Palos.
Après avoir navigué en Méditerranée durant tout l'automne, le Spark prend la route des États-Unis le 6 octobre au sein de l'escadre du commodore William Bainbridge. Ils atteignent Newport, dans l'état de Rhode Island, le 15 novembre. Il y est retiré du service pour réparations.

## Recommissionnement
Il est à nouveau placé en service le 1er juillet 1816 afin de faire route jusqu'en Méditerranée. Il quitte les États-Unis le 6 septembre et transporte une lettre du président James Madison au Dey d'Alger ainsi que le commodore Isaac Chauncey et le consul-général Shalter. Ces deux personnes ont pour charge de négocier la paix. En attendant son retour en 1821, le Spark réalise des patrouilles en Méditerranée.

## Fin de carrière
À l'automne 1821, le brick est commandé par le lieutenant John H. Elton. Il quitte Boston pour participer à la lutte contre la piraterie dans les Caraïbes. En janvier 1822, il capture un sloop hollandais ainsi que sept navires pirates qu'il ramène à Charleston. Le brick passe les trois années suivantes dans la même mer à lutter contre les boucaniers.
Le brick retourne aux États-Unis en 1825 et est vendu à New York en 1826.